# Kambing (Alor)
Kambing (indonesisch Pulau Kambing, Ziegeninsel) ist eine indonesische Insel des Alor-Archipels. 

## Geographie
Die Insel ist die westlichste Insel des Archipels. Sie liegt in der Straße von Alor zwischen den Inseln Pantar und Lembata. Sie gehört zum Distrikt Westpantar Meer (Pantar Barat Laut).